# Lindale (Géorgie)
Lindale est une census-designated place située dans le comté de Floyd, dans l’État de Géorgie, aux États-Unis. Lors du recensement de 2020, elle comptait 4 283 habitants.